# 亨布莱斯·海默德
亨布莱斯·海默德（西班牙語：Humblers Heymard，1993年3月9日—），危地馬拉男子羽毛球運動員。

## 簡歷
2014年6月，亨布莱斯·海默德出戰南方共同市場羽毛球國際賽，與阿尼巴尔·马罗金合作奪得男子雙打比賽冠軍。

## 主要比賽成績
只列出曾進入準決賽的國際賽事成績：
| 年份   | 賽事                         | 公開賽級別 | 項目     | 拍檔              | 成績   |
| ------ | ---------------------------- | ---------- | -------- | ----------------- | ------ |
| 2009年 | 危地馬拉羽毛球國際賽         | 未來系列賽 | 男子雙打 | 乔纳森·索利斯     | 準決賽 |
| 2009年 | 危地馬拉羽毛球國際賽         | 未來系列賽 | 混合雙打 | Nicte Sotomayor   | 準決賽 |
| 2011年 | 泛美洲青年羽毛球錦標賽       | 其他       | 混合團體 | －                | 季軍   |
| 2011年 | 泛美洲青年羽毛球錦標賽       | 其他       | 男子單打 | －                | 亞軍   |
| 2012年 | 蘇利南羽毛球國際賽           | 國際系列賽 | 男子單打 | －                | 準決賽 |
| 2012年 | 蘇利南羽毛球國際賽           | 國際系列賽 | 男子雙打 | 阿尼巴尔·马罗金   | 冠軍   |
| 2013年 | 危地馬拉羽毛球國際賽         | 國際系列賽 | 男子單打 | －                | 準決賽 |
| 2013年 | 加勒比地區羽毛球聯合會國際賽 | 未來系列賽 | 男子雙打 | 阿尼巴尔·马罗金   | 準決賽 |
| 2013年 | 加勒比地區羽毛球聯合會國際賽 | 未來系列賽 | 混合雙打 | Ana Lucia De Leon | 準決賽 |
| 2014年 | 吉拉爾迪拉羽毛球賽           | 國際系列賽 | 男子雙打 | 阿尼巴尔·马罗金   | 準決賽 |
| 2014年 | 南方共同市場羽毛球國際賽     | 國際系列賽 | 男子雙打 | 阿尼巴尔·马罗金   | 冠軍   |
| 2014年 | 阿根廷羽毛球國際賽           | 國際系列賽 | 男子單打 | －                | 準決賽 |
| 2015年 | 吉拉爾迪拉羽毛球賽           | 國際系列賽 | 男子單打 | －                | 準決賽 |
| 2015年 | 吉拉爾迪拉羽毛球賽           | 國際系列賽 | 男子雙打 | 阿尼巴尔·马罗金   | 亞軍   |
| 2017年 | 危地馬拉羽毛球未來系列賽     | 國際系列賽 | 男子單打 | －                | 亞軍   |
| 2018年 | 薩爾瓦多羽毛球國際賽         | 未來系列賽 | 男子單打 | －                | 亞軍   |

| 2007-2017年 | 首要超級賽 | 超級賽 | 黃金大獎賽 | 大獎賽 | 國際挑戰賽 | 國際系列賽 | 未來系列賽 | 其他 |

| 2018-2026年 | 總決賽 | 超級1000賽 | 超級750賽 | 超級500賽 | 超級300賽 | 超級100賽 | 國際挑戰賽 | 國際系列賽 | 未來系列賽 | 其他 |